# 宋秀岩
宋 秀岩（そう しゅうがん）は中華人民共和国の女性政治家。前青海省省長。2010年1月から、全国婦連の党グループ書記・副主席・書記処第一書記。

## 経歴
1971年から働き始め、1978年に中国共産党に入党した。その後、中央党校を修了、チベット民族の多い青海省へ移り、中国共産主義青年団青海省委員会副書記から書記となった。1989年同省の海東地区行政行署副書記に転出、1992年省政府の労働局や人事局で勤めた。1993年統計局局長に昇格し、その後同省党委員会常務委員、同省組織部部長、同省党委員会副書記、同省副省長、同省省長代理を歴任。
2005年1月23日の青海省第10期人民代表大会第3回会議で省長に選出された。中国では1983年の顧秀蓮（1936年12月生）江蘇省長に続いて2人目、20年ぶりの女性省長となる。中央では中国共産党中央委員会候補委員の地位にある。
2010年1月、青海省を離任し、全国婦連の党グループ書記・副主席・書記処第一書記に転出した。